# 101号室
101号室（いちまるいちごうしつ、Room 101） は、ジョージ・オーウェルの小説『1984年』のクライマックスに登場する部屋のこと。

## 概要
全体主義国家「オセアニア」政府の省庁の一つである「愛情省」の施設中に、「101号室」と呼ばれる拷問・洗脳室がある。この部屋は、党に反する思想を持ち「思想警察」に捕らえられて愛情省に収監されている政治犯たちにとっての異常なる恐怖の対象となっており、101号室送りを宣告された囚人は、皆それだけはやめてくれと哀願する。101号室で行われる拷問は、政治犯たちを、各人の持つ最悪の悪夢・恐れ・恐怖症の対象に晒すことである。
『1984年』の社会で、テレスクリーンなどの手段を通じて国家が全知の状態にあるということは、市民それぞれの恐怖症や悪夢までも、党が完全に把握しているということを意味する。主人公ウィンストン・スミスの場合、101号室で拷問に使用された彼の悪夢とは「ネズミに襲われる」ことであった。拷問にあたった党内局員オブライエンは、ウィンストンは寝ている間にしばしば、壁の向こうでネズミの大群がうごめいて轟音を立てる夢を見てうなされていたことまでよく知っていた。ウィンストンは飢えたネズミの入っている金網でできた籠を徐々に身体に近づけられ、恐怖のあまり思わず「自分でなく（恋人の）ジュリアに（顔をネズミに喰わせる刑罰を）やってくれ」と絶叫したが、これはウィンストンがジュリアとの間に交わした「決して互いを感情の上で裏切らない」という約束を裏切る行為であった。これを確認して拷問は中止されたが、助かったウィンストンの心は決定的に折れてしまう。
最終節で愛情省から釈放されたウィンストンは冬の公園で一度だけジュリアに再会するが、もはや逮捕以前のような愛情を互いに感じることはない。ウィンストンは、ジュリアの額からこめかみにかけて走る傷跡を確認する。このエピソードで、ジュリアも同じく101号室で自分の恐怖するものに直面させられウィンストンを身代わりにするよう哀願してウィンストンを裏切ったことが示唆される。101号室の拷問の意図は、実際に政治犯を肉体的に傷つけることにはなく、精神的に追い詰めることで愛する人々に対する裏切り行為に走らせ、それによって政治犯の最終的な精神的支柱を砕くことにある。
101号室が小説内で持つ核となるテーマは、拷問と洗脳の最終段階というプロットのクライマックスであるだけではなく、主人公の持っていた自由の精神を破壊し人格を毀損することにある。オーウェルは、全能の国家オセアニアという極端な形での描写を通じ、現代の強力な国家が、恐怖・暴力・憎悪という手段を用いてどのような現実でも思いのままに造り出せることを作中で描いた。ウィンストンはそれまで信じていたものを暴力を通じてすべて奪われ、最終的には「二重思考」を使って2つの数字の足し算のような基本的な事実すら自らの意思でゆがめることに成功し（2 + 2 = 4 だが、同時に 2 + 2 = 5 でもあることを信じる事が出来るようになる）、党を心の底から愛する人間へと生まれ変わった。
オーウェルは「101号室」を、BBC放送センターでのうんざりするほど長い会議でよく利用していた1階の会議室をヒントにしている。また母校である聖キプリアン校での校長による授業の経験ももとになった可能性もある。

## 後の文化への影響
『1984年』の成功により、「101号室」は小説・映画・ゲームなどの様々なフィクションで、拷問室あるいは不快なことをされる場所として引用される。たとえばBBCラジオで1992年から1994年まで放送され、BBCテレビ2で1994年から2007年まで放送されていた「Room 101」は、毎回招かれる有名人が、いらいらするものや嫌いなものを「101号室送り」にするトークショーである。映画『マトリックス』では主人公ネオ（トーマス・アンダーソン）が最初に暮らしていたアパートの部屋をはじめ101という数字が頻出する。
ドイツ民主共和国（東ドイツ）の国家保安省（シュタージ）の大臣エーリッヒ・ミールケは庁舎の2階に自らのオフィスを置いていた。2階の部屋番号は元来すべて2から始まっていたが、彼は1階を中2階と改名し、2階の部屋番号を1から始まるようにさせた。彼のオフィスの番号はこのため101号室となったという。
BBC放送センターの建て替えと取り壊しの際、101号室のモデルとなった可能性のあるオーウェルゆかりの会議室の一つが現代美術家レイチェル・ホワイトリードにより石膏で型取りされた。『Untitled (Room 101)』と名付けられた石膏製の会議室の型は2003年11月から2004年6月までヴィクトリア・アンド・アルバート美術館で展示された。
Fallout3ではゲーム冒頭において主人公が育つことになる監督官による厳しい監督の下に運営される核シェルターの名前がVault101である。
メタルギアソリッドVに於いては、作中に『1984年』のパロディーがいくつか見られる。例として「101号室」と呼ばれる場所にて登場人物が拷問を受けるシーンが存在する。